# Hans Bethge

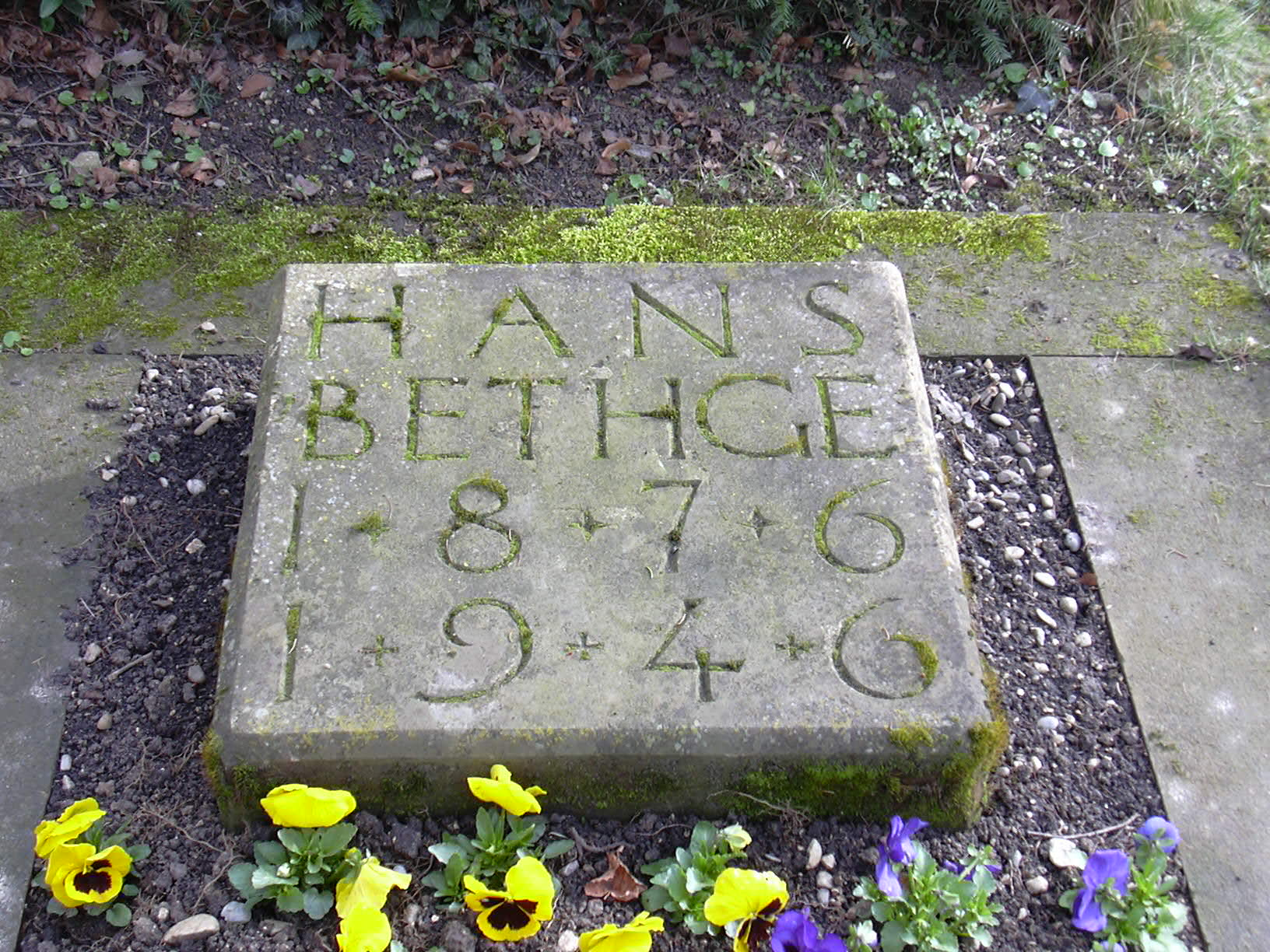
Lápida sepulcral de Hans Bethge en Kirchheim unter Teck.

Hans Bethge (Dessau, 9 de enero de 1876 - Göppingen, 1 de febrero de 1946) fue un poeta y traductor alemán, famoso especialmente por sus traducciones al alemán de poesía oriental (árabe, persa, china). Sus versiones de poemas de la dinastía Tang china fueron musicados por Gustav Mahler en su obra La canción de la tierra. El compositor polaco Karol Szymanowski también compuso un ciclo de canciones (Canciones de amor de Hafiz, op. 24) basándose en traducciones de Bethge del poeta persa Hafiz Shirazi. Otros importantes músicos que se inspiraron en las obras de Bethge fueron Richard Strauss, Arnold Schönberg, Anton Webern, Hanns Eisler, Viktor Ullmann, Gottfried von Einem, Ernst Krenek, Artur Immisch, Ludvig Irgens-Jensen, Paul Graener, Ernst Toch, Fartein Valen y Egon Wellesz.

## Biografía
Bethge estudió lenguas modernas y filosofía en las universidades de Halle-Wittenberg, Erlangen-Nuremberg y Ginebra. Tras licenciarse, pasó dos años en España como profesor. En 1901 se instaló en Berlín donde realizó colaboraciones literarias. En 1943, a consecuencia de los bombardeos aéreos de la Segunda Guerra Mundial se trasladó a la campiña de Suabia, donde permaneció los últimos años de su vida. 
Hans Bethge se relacionó con muchos poetas y artistas. Entre otros, tuvo amistad con el príncipe Emil von Schoenaich-Carolath, Karl Graf von Luxburg, Fürst zu Carolath -Beuthen und Prinz von Schoenaich-Carolath, los pintores Willi Geiger, Karl Hofer y Heinrich Vogeler, el historiador Julius Meier-Gräfe y otros artistas de Worpswede. Vogeler ilustró tres de sus libros y Wilhelm Lehmbruck, gran admirador de Bethge, le retrató en numerosas ocasiones.
Bethge publicó numerosos libros de poesía (dedicados a exaltar el amor y la naturaleza), diarios, relatos de viajes, cuentos, ensayos y obras de teatro. Tuvo gran éxito como editor de poesía, tanto alemana como extranjera.

## Traducciones
La gran fama de Buthge y su lugar destacado dentro de la cultura alemana se debe, especialmente, a sus traducciones de clásicos orientales, que tuvieron gran éxito. Su primer libro de traducciones, La flauta china, tuvo una tirada de 100 000 ejemplares. Gustav Mahler se basó en esta obra para componer La canción de la tierra.  

## Obras
- Die stillen Inseln
- Der gelbe Kater
- Deutsche Lyrik seit Liliencron (antología de Detlev von Liliencron)
- Die Lyrik des Auslandes in neuerer Zeit (antología)
- Lieder des Orients (Nachdichtungen)
- Die chinesische Flöte. Nachdichtungen chinesischer Lyrik.
- Pfirsichblüten aus China. Nachdichtungen chinesischer Lyrik.
- Ägyptische Reise (Diario egipcio)
- Die armenische Nachtigall. Nachdichtungen des Nahabet Kuchak und anderer armenischer Dichter.
- Das türkische Liederbuch. Nachdichtungen türkischer Lyrik.
- Japanischer Frühling. Nachdichtungen japanischer Lyrik.
- Die Lieder und Gesänge in Nachdichtungen (traducción de Hafiz Shirazi).
- Die Nachdichtungen seiner Rubai'yat (traducción de Omar Jayyam).
- Sadi der Weise. Die Verse des persischen Dichters in Nachdichtungen (traducción de Sa'di)
- Der persische Rosengarten. Nachdichtungen persischer Lyrik.
- Die indische Harfe. Nachdichtungen indischer Lyrik. Nachdichtungen orientalischer Lyrik.
- Arabische Nächte. Nachdichtungen arabischer Lyrik.
- Der asiatische Liebestempel. Nachdichtungen der Liebeslieder der Völker Mittelasiens.
- Die Courtisane Jamaica. Karlsruhe, Dreililien-Verlag, 1911.